# Beauvoisin, Gard
Beauvoisin este o comună în departamentul Gard din sudul Franței. În 2009 avea o populație de 3.580 de locuitori.

## Evoluția populației
| An        | 1975  | 1982  | 1990  | 1999  | 2006  | 2009  |
| --------- | ----- | ----- | ----- | ----- | ----- | ----- |
| Populație | 1.502 | 1.901 | 2.706 | 3.133 | 3.308 | 3.580 |